# Честнат (Іллінойс)
Честнат (англ. Chestnut) — переписна місцевість (CDP) в США, в окрузі Лоґан штату Іллінойс. Населення — 220 осіб (2020).

## Географія
Честнат розташований за координатами 40°3′14″ пн. ш. 89°11′12″ зх. д. / 40.05389° пн. ш. 89.18667° зх. д. (40.053806, -89.186633).  За даними Бюро перепису населення США в 2010 році переписна місцевість мала площу 0,28 км², уся площа — суходіл.

## Демографія
Згідно з переписом 2010 року, у переписній місцевості мешкало 246 осіб у 99 домогосподарствах у складі 72 родин. Густота населення становила 866 осіб/км².  Було 109 помешкань (384/км²).
Расовий склад населення:
| - 94,7 % — білих - 1,2 % — азіатів - 0,8 % — корінних американців - 2,4 % — осіб інших рас |

До двох чи більше рас належало 0,8 %. Частка іспаномовних становила 2,8 % від усіх жителів.
За віковим діапазоном населення розподілялося таким чином: 28,0 % — особи молодші 18 років, 56,6 % — особи у віці 18—64 років, 15,4 % — особи у віці 65 років та старші. Медіана віку мешканця становила 37,5 року. На 100 осіб жіночої статі у переписній місцевості припадало 90,7 чоловіків;  на 100 жінок у віці від 18 років та старших — 86,3 чоловіків також старших 18 років.
Середній дохід на одне домашнє господарство  становив 51 736 доларів США (медіана — 50 125), а середній дохід на одну сім'ю — 58 908 доларів (медіана — 52 125). Медіана доходів становила 68 558 доларів для чоловіків та 26 750 доларів для жінок. За межею бідності перебувало 22,5 % осіб, у тому числі 49,0 % дітей у віці до 18 років та 0,0 % осіб у віці 65 років та старших.
Цивільне працевлаштоване населення становило 87 осіб. Основні галузі зайнятості: роздрібна торгівля — 27,6 %, мистецтво, розваги та відпочинок — 26,4 %, будівництво — 19,5 %, публічна адміністрація — 14,9 %.